# Мало Глобоко
Мало Глобоко (словен. Malo Globoko) — поселення в общині Іванчна Гориця, Осреднєсловенський регіон, Словенія. Висота над рівнем моря: 293,8 м.